# Maunabo
Maunabo és un municipi de Puerto Rico situat a la costa sud-est de l'illa, també conegut amb el nom de La Ciudad Tranquila, Los Jueyeros i Los Come Jueyes. Confina al nord amb Yabucoa; a l'oest Patillas i al sud-est amb el mar Carib. Forma part de l'Àrea metropolitana de San Germán-Cabo Rojo.
El municipi està dividit en 9 barris: Calzada, Emajagua, Lizas, Matuyas Alto, Matuyas Bajo, Palo Seco, Pueblo de Maunabo, Quebrada Arenas i Talante.